# 竜宮城 (映画)
『竜宮城』（りゅうぐうじょう、The Mysterious Island）は、1929年に制作されたアメリカ合衆国の映画で、ジュール・ヴェルヌの1874年の小説『神秘の島』に基づいて、ルシアン・ハバードが監督したSF映画。
大部分が二色法テクニカラーで撮影され、メトロ・ゴールドウィン・メイヤーから、一部のシーンで会話や同期した音楽、音響効果などが聞かれるパート・トーキーとしてリリースされた。

## あらすじ
ヘトヴィア王国に近い火山島は、島の住民の間の身分の差をなくした情け深い統治者で、科学者でもある、ダッカー伯爵によって治められていた。ダッカーと娘のソニア、その許婚者で技術者のニコライ・ロジェは、潜水艦を建造し、強圧的にヘトヴィア王国を支配するファロン男爵が島に侵攻してくる直前に、ロジェの操縦で潜水艦を就航させ島を脱出する。ファロンは2隻目の潜水艦でロジェを追い、2隻の潜水艦は海底までたどり着き、そこで恐竜や巨大なイカや、人間に似た不気味な種族がいる未知の土地を発見する。

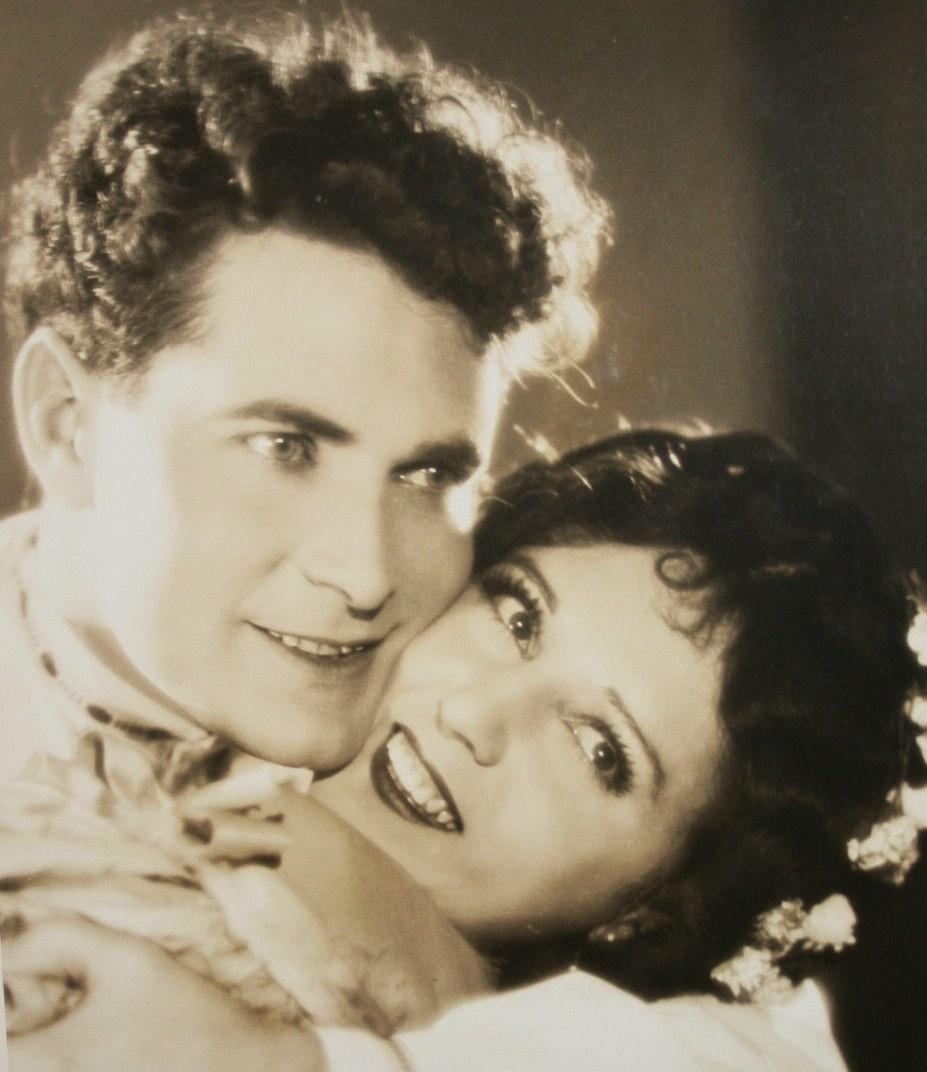
撮影の準備をしているジャクリーン・ガッズデン。

## キャスト
- ライオネル・バリモア - ダッカー伯爵 (Count Dakkar)
- ジャクリーン・ガッズデン（英語版） - ソニア・ダッカー (Sonia Dakkar)
- ロイド・ヒューズ（英語版） - ニコライ・ロジェ (Nikolai Roget)
- モンタギュー・ラブ（英語版） - ファロン (Falon)
- ハリー・グリボン（英語版） - ミハイル (Mikhail)
- スニッツ・エドワーズ（英語版） - アントン (Anton)
- ギブソン・ガウランド（英語版） - ドミトリ (Dmitry)
- ドロレス・ブリンクマン (Dolores Brinkman) - テレサ (Teresa)
- カール・デイン（クレジットなし）
- ロバート・ダドリー（英語版） - 労働者（クレジットなし）
- アンジェロ・ロシット（英語版） - 海底人（クレジットなし）
- カール・"メジャー"・ループ (Carl 'Major' Roup) - 海底人（クレジットなし）
- ビリー・シューラー (Billy Schuler)（クレジットなし）
- ポーリン・スターク（クレジットなし）
- ジャック・ストーテンバーグ (Jack Stoutenburg)（クレジットなし）
- ハリー・テンブルック（英語版） - 労働者（クレジットなし）
- ロバート・マッキム（英語版）（クレジットなし）

## 制作
雑誌『フェイマス・モンスターズ・オブ・フィルムランド (en:Famous Monsters of Filmland)』の記事によると、制作が始まったのは1926年であったという。しかし、天候の問題やトーキーの出現など、様々な問題が生じて何度も制作作業が遅れたり、中断され、映画が完成して公開されたのは3年後のことだった。記事の中には1926年の時点での当初の海底人や、その後デザインが変更されて実際の映画に登場する海底人のスチル写真が掲載されている。撮影は、1927年の時点でモーリス・ターナーとベンジャミン・クリステンセンが監督しており、これが統合されて1929年の最終版が制作された。

## 翻案
この映画は、小説『神秘の島』の中で、背景として語られるネモ船長の物語に、緩やかな形で依拠しており、『海底二万里』の前編とも見なせるものになっているが、この作品でネモに相当する人物は、終幕で死んでしまう。作中ではネモ船長の本当の名がプリンス・ダッカーであることも明かされるが、この作品の主人公はダッカー伯爵で、彼がどのように潜水艦を建造し、裏切られ、流浪の身となって復讐に燃えるかが語られる。

## 保存
この映画は長く、UCLA映画テレビアーカイブが所蔵する、着色された部分を含む1巻だけが残されたと思われていた。
2013年、ジョージ・イーストマン博物館のフィルム・アーカイヴに所属するデボラ・ストイバー (Deborah Stoiber) がプラハを訪れ、唯一残されていた着色版の『竜宮城』のコピーを精査した。フィルム修復の専門家である彼女は、チェコ国立フィルム・アーカイヴと協力して、着色版『竜宮城』の修復を行った。2013年12月にプラハで完全なテクニカラーのプリントが発見された後、2014年10月には、新たに作られたプリントが第33回ポルデノーネ無声映画祭でプレミア上映された。